# Újfehértó
Újfehértó is een plaats (város) en gemeente in het Hongaarse comitaat Szabolcs-Szatmár-Bereg. Újfehértó telt 13 611 inwoners (2005).